# Ebhausen
Ebhausen là một thị xã trong huyện Calw bang Baden-Württemberg thuộc nước Đức. Đô thị Ebhausen có diện tích 24,56 km², dân số thời điểm 31 tháng 12 năm 2020 là 4797 người.